# Sessorium
Le Sessorium est un complexe résidentiel impérial dont la construction est commencée par l’empereur Septime Sévère et terminée par l’Empereur Élagabal, située à l’extrême Sud-Est de la Région V – Esquiline de Rome, c’est-à-dire à l’Est de la ville et à proximité de l'aqueduc de Claude. Il est constitué d’un palais, de thermes, de l’amphithéâtre Castrense, du cirque de Varus, de jardins et de bâtiments d’origine inconnue. 
L'Histoire Auguste met en scène fin 221 Héliogabale dans le Sessionium : après avoir formulé des vœux pour l'exécution de son cousin Alexandre Sévère dans le temple des jardins dit ad Spei Veteris, il prépare une course de chars, probablement dans le circus Varianus.
Le mur d'Aurélien, édifié entre 271 et 275 fait un saillant pour incorporer dans l'enceinte la majeure partie du Sessorium, à l'exception de la piste et des gradins du cirque, et transforme l'amphithéâtre Castrense en bastion de la muraille. 
Au début du IVe siècle, ce complexe devient la résidence d'Hélène, mère de Constantin Ier. Les thermes sont rénovés et prennent la dénomination de thermes d'Hélène. Une grande salle rectangulaire de 36 m de long et 22 m de large fut transformée en basilique chrétienne, par Constantin selon le Liber Pontificalis, ou bien au milieu du IVe siècle si l'on se base sur les techniques de construction. Selon la tradition chrétienne, une chapelle aurait conservé les reliques rapportées de Jérusalem par Hélène. Cette basilique est transformée au XVIIIe siècle et est connue sous le nom de basilique Sainte-Croix-de-Jérusalem (Santa Croce in Gerusalemme).
Selon le texte de l'Anonyme de Valois (12, 69), au tout début du VIe siècle (année 500), le palais fut encore utilisé lors de son séjour à Rome par le roi  Théodoric le Grand, qui y fit décapiter le comte Odoin, qui complotait contre lui.

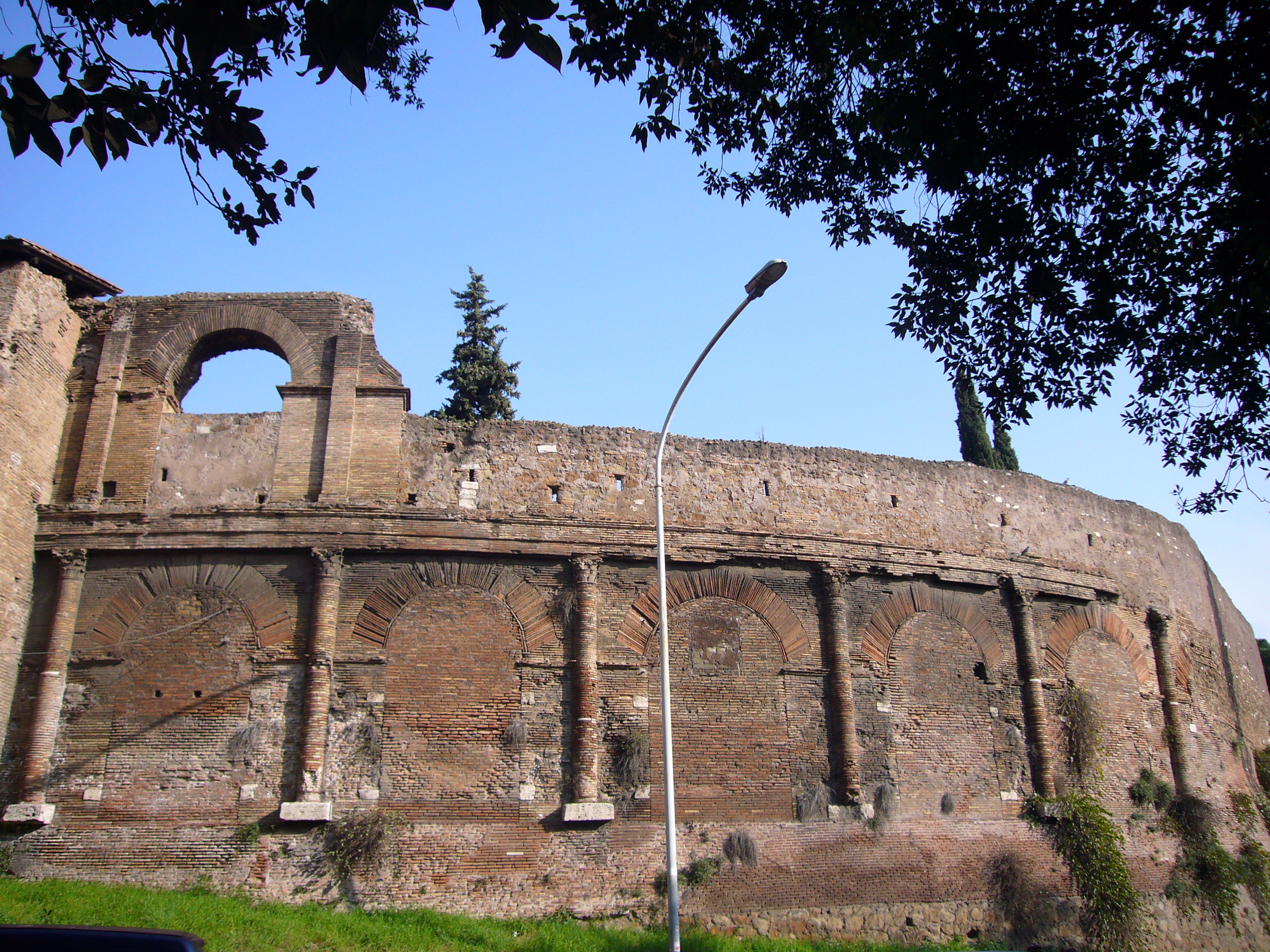
Les restes de l'amphithéâtre Castrense
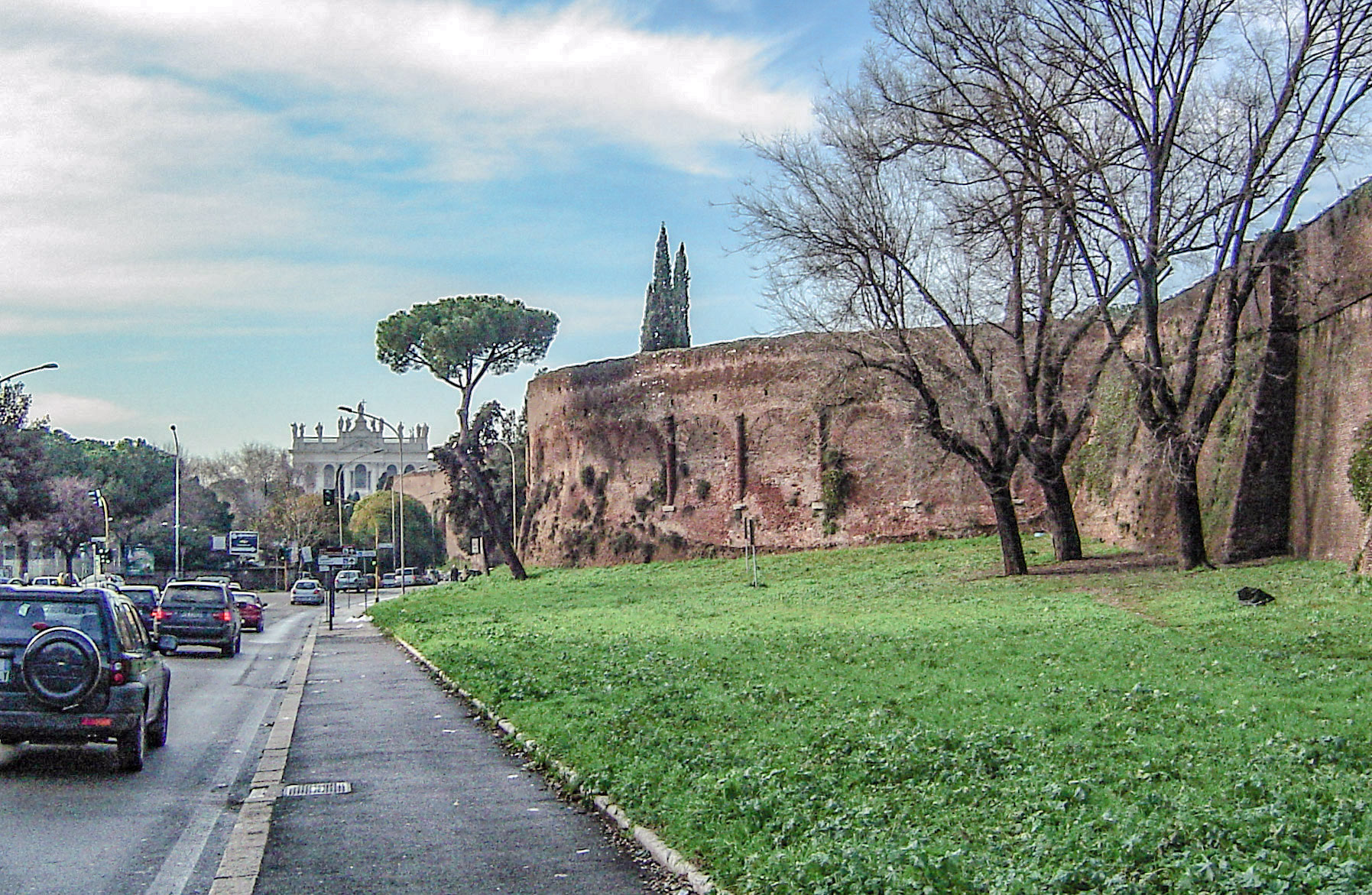
L'amphithéâtre Castrense qui joint le mur d'Aurélien
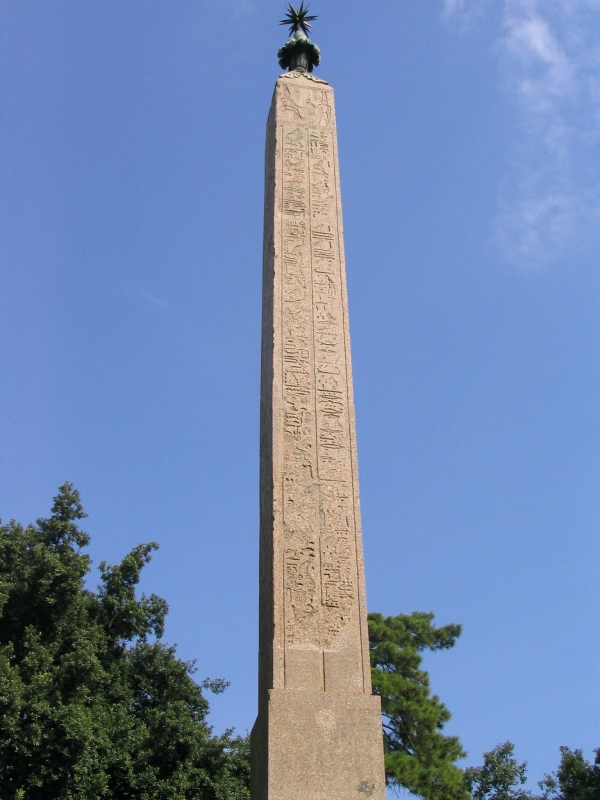
L'obélisque du Pincio qui ornait la spina du Cirque de Varus